# Крым (станция)
Крым (укр. Крим) — конечная железнодорожная станция в Крыму. Названа по расположению вблизи порта Крым паромной переправы Крым — Кавказ.

## История
В 1944 году был построен Керченский железнодорожный мост. В комплекс строительства также входило сооружение подходов: со стороны Кавказа от станции Сенная до станции Кавказ и со стороны Крыма участок Крым — Керчь. Первый имел протяжение 46, второй — 18 км.

## Деятельность
Станция принимает и отправляет на паром железнодорожные вагоны.
До 2010 года курсировали пригородные поезда Керчь — Крым.
1 августа 2014 года запущен через станцию поезд № 561/562 Симферополь — Ростов-на-Дону. До 30 августа 2014 года у него на станции Крым имелась техническая остановка перед погрузкой/выгрузкой на паром/с парома.
После разделения маршрута на обслуживание двумя составами с разных сторон Керченской переправы, на станции осуществлялась пересадка пассажиров с крымского участка поезда на паром и обратно.
После завершения работы Керченской паромной переправы 28 сентября 2020 года, станция маловостребована.